# Спивак, Ицхак
Ицха́к Спива́к (ивр. יצחק ספיבק‎, псевдонимы יצחק בן אשר, י. אחי לאה, וי. שפי; Ицик Ушерович Спивак; 1 марта 1886, Оргеев, Кишинёвский уезд, Бессарабская губерния, Российская империя — 13 марта 1977, Рамат-Ган, Израиль) — еврейский детский писатель и переводчик, педагог-методист. Писал на иврите.

## Биография
Родился в семье табаководов Ушера Моисеевича и Шпринцы Спивак. После смерти матери, воспитывался в доме деда Идл-Мойше. Учился в хедере и ешиве р. Йосла Духовного хасидского толка; учился вместе с будущим педагогом и экономистом В. С. Мышкисом. Работал учителем древнееврейского языка в еврейской земледельческой колонии Думбравица, затем в Калараше и Кишинёве. Окончил учительские курсы в Гродно; с 1910 года — в Одессе, где начал публиковать как собственные произведения для детей, так и переводы приключенческих романов Жюля Верна, Томаса Майн Рида, сказки братьев Гримм.
В 1919 году прибыл в подмандатную Палестину на судне «Руслан». Работал учителем в школе בית הספר למל в Иерусалиме, преподавал в Еврейском университете.
Переводил на иврит с идиша и русского языка стихи Семёна Фруга, рассказы Залмена Розенталя, Льва Толстого. В 1959 году под редакцией И. Спивака вышла книга памяти евреев Оргеева. Последние годы жизни жил в Рамат-Гане.